# بحران ۱۹۵۸ لبنان
بحران ۱۹۵۸ لبنان یک بحران سیاسی بود که در نتیجه تنش‌های سیاسی و مذهبی در کشور به‌وجود آمد و به دخالت نظامی آمریکا انجامید. این دخالت در حدود سه ماه تا زمانی رئیس‌جمهور کمیل شمعون که درخواست کمک داده بود دوره‌اش به عنوان رئیس جمهور را تمام کند، بطول انجامید. نیروهای آمریکایی و لبنانی بندر بیروت و فرودگاه بین‌المللی لبنان را با موفقیت اشغال کرده و با پایان بحران نیروهای آمریکایی عقب‌نشینی کردند.

## پیش زمینه
در ژوئیه ۱۹۵۸ لبنان با تهدید جنگ داخلی میان مسیحیان مارونی و مسلمانان روبرو شد. تنش با مصر پیش از این در سال ۱۹۵۶ هنگامیکه رئیس جمهور غربگرای لبنان کمیل شمعون حاضر به قطع روابط دیپلماتیک خود با قدرتهای غربی در هنگام حمله آنها به مصر در هنگام بحران سوئز نشد و باعث خشم جمال عبدالناصر رئیس جمهور مصر شد، بالا گرفته بود.
این تنشها هنگامیکه کمیل شمعون نزدیکی خود به پیمان بغداد را نشان داد بیشتر شد. ناصر احساس میکرد که پیمان غربگرای بغداد تهدیدی برای ناسیونالیسم عربیست و در پاسخ مصر و سوریه جمهوری متحد عربی را تشکیل دادند. نخست وزیر سنی لبنان در سال ۱۹۵۶ و ۱۹۵۸ از ناصر حمایت کرد. مسلمانان لبنان به دولت فشار می آوردند تا به جمهوری متحد عربی ملحق شود در حالیکه مسیحیان خواهان حفظ اتحاد لبنان با دولتهای غربی بودند. شورش مسلمانانی که ظاهراً توسط جمهوری متحد عربی و از طریق سوریه حمایت میشدند باعث شد که پرزیدنت شمعون به شورای امنیت سازمان ملل شکایت کند. سازمان ملل گروهی از متخصصان را به لبنان فرستاد که گزارش کردند هیچ نشانه ای از دخالت جمهوری متحد عربی در این بحران نیافتند. سقوط دولت غربگرای عراق در انقلاب ۱۴ ژوئیه در کنار بی ثباتی داخلی باعث شد که پرزیدنت شمعون از آمریکا درخواست کمک نماید.

## عملیات خفاش آبی
رئیس جمهور آمریکا دوایت آیزنهاور با تصویب عملیات خفاش آبی در ۱۵ ژوئیه ۱۹۵۸ به این درخواست پاسخ داد. این اولین استفاده از دکترین آیزنهاور بود که بر اساس آن ایالات متحده اعلام کرده بود که برای حمایت از کشورهای در معرض تهدید کمونیسم دخالت خواهد کرد. هدف عملیات تقویت دولت غربگرای کمیل شمعون در مقابل اپوزسیون داخلی و تهدیدهای سوریه و مصر بود. هدف اشغال و تامین امنیت فرودگاه بین‌المللی لبنان در چند مایلی جنوب شهر و سپس تامین امنیت بندر بیروت و نزدیک شدن به شهر بود. نهایتاً آمریکا در ۲۵ اکتبر ۱۹۵۸ عقب نشینی کرد.
پرزیدنت آیزنهاور دیپلماتی به نام رابرت مورفی را به عنوان نماینده شخصی خود به لبنان فرستاد. مورفی نقش مهمی در متقاعد کردن طرفین درگیری به توافق بر سر ژنرال میانه رو مسیحی فواد شهاب به عنوان رئیس جمهور آینده لبنان ایفا کرد. در حالیکه اجازه داد شمعون تا پایان دوره خود در ۲۲ سپتامبر در قدرت بماند. پس از پایان بحران نخست وزیر رشید کرامی اقدام به تشکیل دولت وحدت ملی نمود.